# 吉田慶子
吉田 慶子（よしだ けいこ、5月11日 - ）は、日本のボサノヴァ、サンバ・カンソン歌手、ギタリスト。
東京都出身。福島県で育つ。1998年に宮城県仙台市のライブハウス等で活動を開始。2000年に単身ブラジルに渡り、ブラジル音楽を学ぶ。2001年、ブラジル滞在中に録音したファーストアルバム『愛しいひと』を発表。この作品は、J-WAVEのラジオ番組『SAUDE! SAUDADE...』と音楽雑誌「月刊ラティーナ」が共催するブラジル・ディスク大賞で日本人4位に入賞した。2003年からはふくしまFMで「一枚の写真から」のパーソナリティを務めた。

## 作品

### ソロアルバム
- 愛しいひと（2001年） - ブラジル録音。
- 一枚の写真からライブコレクションvol.1（2005年） - ゲスト：ショーロ・クラブ、長谷川きよし。
- 一枚の写真からライブコレクションvol.2（2006年） - ゲスト：ショーロ・クラブ、パトリック・ヌジェ。
- コモ・ア・プランタ～ひそやかなボサノヴァ（2007年）
- サンバ・カンソン（2007年） - 黒木千波留とのデュオ。
- パレードのあとで～ナラ・レオンを歌う（2009年） - ナラ・レオンのカバーアルバム。
- soneto（2013年） - 黒木千波留とのデュオ。
- Jazz Today（2014年）
- CAETANO e EU / カエターノと私（2014年） - カエターノ・ヴェローゾのカバーアルバム[5]。
- taurus / タウルス（2020年）[3][6]

### コンピレーション
- Sala da Bossa（2002年）
- ヴォセ・ボッサ（2005年）
- カフェミルトンへのサウダージ（2005年）
- ボッサ・ベレーザ（2007年）
- アンチエイジング（2008年）
- Natural Cafe ～Detox Music～（2012年）
- 癒しのボッサ / Sweet Bossa Cafe（2013年）
- 水辺と光、声とピアノ（2015年）[6]

### 参加作品
- スケッチ・オブ・ザ・シーズン（2008年） - 佐山雅弘
- Palinka Live 2008（2010年） - かしぶち哲郎
- 過ぎ去りし日の...（2010年） - 黒木千波留[6]

### CMソング
- JR東日本『トレン太くん・戸隠編』 - ラジオCM。ナレーター：あがた森魚。
- 仙台三越
- 富士フイルム『NATURA CLASSICA』[6]

## 出演
- 一枚の写真から（ふくしまFM） - パーソナリティ。2003年7月1日-2011年[2][3]。